# Marek Minda
Marek Stanisław Minda (ur. 14 lutego 1950 w Starachowicach, zm. 13 sierpnia 2021 w Łomży) – polski lekarz, chirurg, senator III kadencji.

## Życiorys
Absolwent Akademii Medycznej w Białymstoku (1978). Specjalizował się w chirurgii i traumatologii. Od ukończenia studiów pracował jako lekarz w Wojewódzkim Szpitalu Zespolonym w Łomży. W drugiej połowie lat 80. był dyrektorem tej placówki. W 1990 został współwłaścicielem firmy „Bogmark” zajmującej się produkcją sprzętu medycznego. Należał m.in. do Polskiego Towarzystwa Lekarskiego oraz Polskiego Towarzystwa Ortopedycznego i Traumatologicznego. Działał charytatywnie, regularnie nieodpłatnie świadcząc pomoc medyczną mieszkańcom położonych w pobliży Łomży gmin.
W okresie PRL działał w Socjalistycznym Związku Studentów Polskich i Polskiej Zjednoczonej Partii Robotniczej. Od 1993 do 1997 sprawował mandat senatora III kadencji z ramienia Unii Pracy z województwa łomżyńskiego. W wyborach samorządowych w 2010 kandydował z listy Sojuszu Lewicy Demokratycznej do Sejmiku Województwa Podlaskiego, mandat objął 10 stycznia 2011 w miejsce Mieczysława Czerniawskiego, został on jednak wygaszony na mocy orzeczenia sądu administracyjnego z uwagi na brak prawa wybieralności. W 2014 kandydował bez powodzenia z listy SLD Lewica Razem do rady Łomży, a w 2018 z listy Koalicji Obywatelskiej do sejmiku.
Został pochowany na cmentarzu komunalnym w Skarżysku-Kamiennej.